# Aeroport Internacional Heydar Aliyev
L'Aeroport Internacional Heydar Aliyev (en àzeri Heydər Əliyev Beynəlxalq hava limanı (codi IATA: GYD, codi OACI: UBBB) està ubicat a Bakú, la capital de l'Azerbaidjan, i es troba a 25 km cap a l'est del centre de Bakú. És l'aeroport més important de la regió del Caucas i la base principal d'Azerbaijan Airlines, l'aerolínia de bandera nacional. El seu anterior codi IATA era "BAK".
Antigament s'anomenava Aeroport Internacional de Bina, pel nom d'un barri de Bakú. El 10 de març de 2004, l'aeroport fou reanomenat com a Heydar Aliyev, tercer president de l'Azerbaidjan.

## Història
Durant 1998 i 1999, l'aeroport va ser renovat gairebé íntegrament. La renovació, que es va dur a terme en dues fases, va ser finançada per un grup de bancs internacionals. La fase 1 va incloure la Terminal Nord i l'accés 1, i fou completada al març de 1999. La fase 2 que incloïa la Terminal Sud i les oficines administratives va ser completada al juny del mateix any.

## Instal·lacions

### Terminals

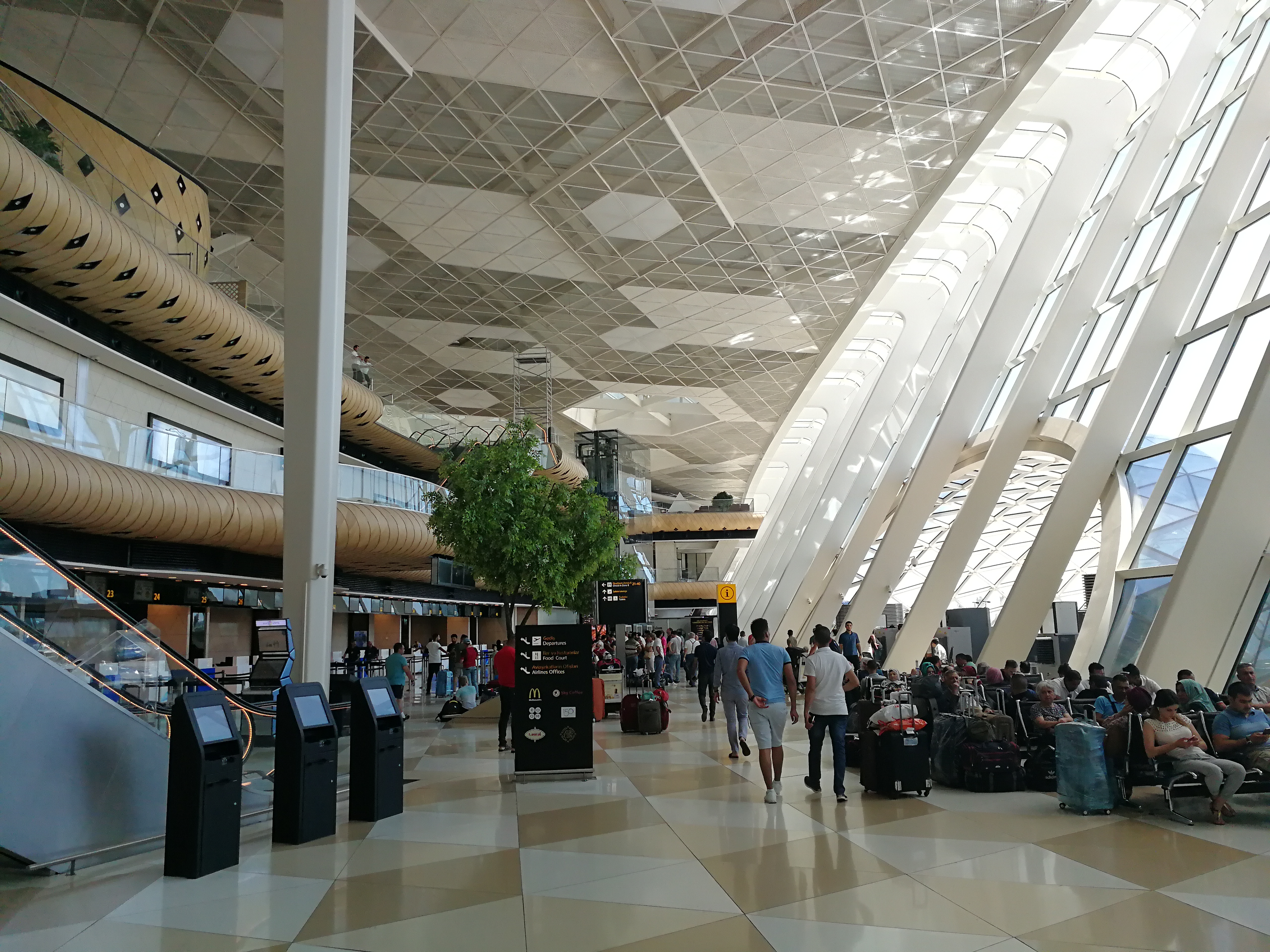
Interior de la Terminal 1

A l'aeroport internacional Heydar Aliyev operen dues terminals de passatgers i dues terminals de càrrega.
L'antiga terminal construïda a l'època soviètica va ser demolida completament i substituïda per la nova terminal 1. El concepte d'enginyeria de quatre nivells va ser desenvolupat el 2010 per l'empresa Arup amb una forma de tricorn i un sostre semitransparent. L'interior, dissenyat per l'empresa turca AUTOBAN, té una sèrie de "capolls" de xapa de roure.
Hi ha un sistema de manipulació d'equipatges de Vanderlande a la terminal 1, així com equips L-3 per a inspeccions exhaustives d'equipatges i escàners dissenyats per obtenir una imatge en capes de l'estructura interna de l'objecte.
La terminal 1 fa servir fingers capaços de rebre 12 avions simultàniament. Els dos fingers estan destinats a acomodar l'avió de passatgers més gran del món, l'Airbus A380.
S'han instal·lat 30 escales mecàniques i 21 ascensors Schindler a la terminal 1. La terminal 1 està equipada amb un sistema BMS (Building Management System) que està dissenyat per automatitzar processos i operacions implementades en edificis moderns i és la base tècnica dels anomenats edificis intel·ligents. A més, la Terminal 1 està equipada amb un sistema independent de suport de recursos, com ara electricitat, il·luminació, ventilació, calefacció, aire condicionat, subministrament d'aigua i clavegueram.
L'abril del 2014 es va encarregar la Terminal 1. La seva superfície total és de 65.000 metres quadrats. La terminal està dissenyada per a 6 milions de passatgers a l'any. Actualment acull fins a 3 milions de passatgers anualment. La superfície total d'aparcament és de 20.000 m2 per a 600 vehicles.
Al maig del 2018, la Terminal 1 va rebre la qualificació "5 estrelles" per part de Skytrax, una empresa britànica de classificació d'aeroports i aerolínies.
L'arquitecte Deníssov Víktor Vassilievitx és l'autor del projecte de la Terminal 2, que actualment ofereix vols nacionals (entrada sud) i vols internacionals de línies aèries de baix cost (entrada nord). El projecte va rebre el primer premi en competició el 1981. El projecte es va implementar el 1989.

### Pistes
L'aeroport té dues pistes; La pista 16/34 mesura de 3.995 per 60 m (13.107 per 197 peus), la pista 17/35 fa 3.200 per 45 m (10.499 per 148 peus).

## Aerolínies i destinacions

### Passatgers
| Aerolínies                     | Destinacions |
| ------------------------------ | --- |
| Aeroflot                       | Moscou-Xeremétievo |
| Air Arabia                     | Xarjah |
| Air Astana                     | Almati, Nursultan |
| airBaltic                      | Estacional: Riga |
| Al Naser Wings Airlines        | Erbil |
| Arkia                          | Estacional: Tel-Aviv–Ben Gurion |
| Azerbaijan Airlines            | Almati (comença 2 abril 2019), Ankara, Bahrain, Bangkok–Suvarnabhumi, Beijing–Capital, Berlín–Tegel, Damman, Dubai–Internacional, Frankfurt, Ganja, Ginebra, Istanbul–Atatürk, Kíev–Boríspil, Kuwait, Londres–Heathrow, Lviv, Milà–Malpensa, Moscou–Domodédovo, Moscou–Vnúkovo, Nakhtxivan, Nova York–JFK, París–Charles de Gaulle, Al-Riyad, Sant Petersburg, Taixkent, Tel-Aviv–Ben Gurion Estacional: Antalya, Barcelona, Bodrum, Dalaman, Gassim, Esmirna, Praga, Xarm el-Xeikh, Tivat |
| Belavia                        | Minsk |
| Buta Airways                   | Ankara (comença el 31 març 2019), Astracan (comença el 15 maig 2019), Batumi (comença el 14 juny 2019), Istanbul-Sabiha Gökçen, Esmirna, Kazan, Khàrkiv (comença el 3 de maig 2019), Kíev-Juliani, Minerálnie Vodi, Moscou–Vnúkovo, Odessa (comença el 16 de maig 2019), Sant Petersburg, Tbilissi, Teheran–Imam Khomeini, Ufà (comença el 12 maig 2019) Estacional: Gazipaşa, Esmirna, Sofia                                                                                              |
| China Southern Airlines        | Ürümqi |
| Etihad Airways                 | Abu Dhabi |
| flydubai                       | Dubai |
| flynas                         | Estacional: Dammam, Riyad |
| Gulf Air                       | Bahrain, Tbilissi |
| IrAero                         | Txeliabinsk (comença el 9 abril 2019), Orenburg (comença el 20 abril 2019), Iekaterinburg (comença el 18 juny 2019) |
| Iran Air                       | Tabriz, Teheran–Imam Khomeini |
| Iraqi Airways                  | Bagdad, Erbil |
| Jazeera Airways                | Kuwait |
| Lufthansa                      | Aixgabat, Frankfurt |
| Mahan Air                      | Teheran–Imam Khomeini |
| NordStar                       | Samara, Ufà |
| Pegasus Airlines               | Ankara |
| Qatar Airways                  | Doha |
| S7 Airlines                    | Novossibirsk |
| Salam Air                      | Estacional: Masqat |
| SCAT Airlines                  | Aktau |
| TAROM                          | Bucarest (comença el 3 d'abril 2019) |
| Turkish Airlines               | Ankara, Istanbul Estacional: Antalya (comença el 31 març 2019) |
| Ukraine International Airlines | Kíev–Boríspil |
| Ural Airlines                  | Samara (comença el 5 abril 2019), Iekaterinburg |
| Utair                          | Moscou–Vnúkovo |
| Uzbekistan Airways             | Taixkent |
| Wizz Air                       | Budapest |

### Mercaderies

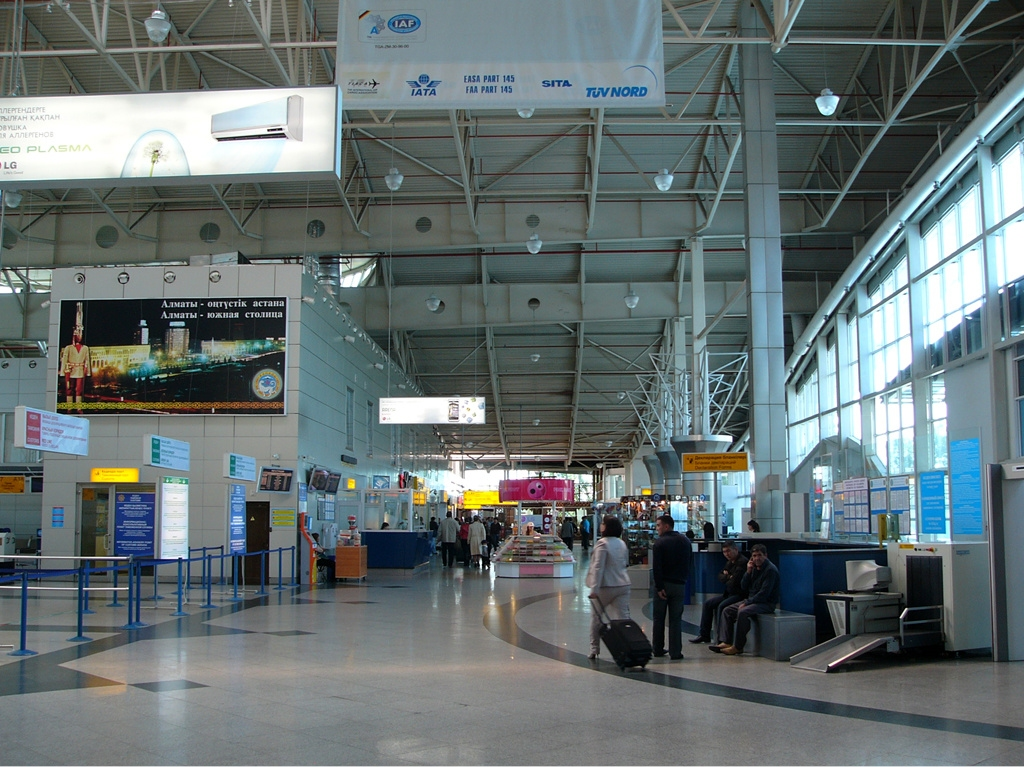
Sala de facturació

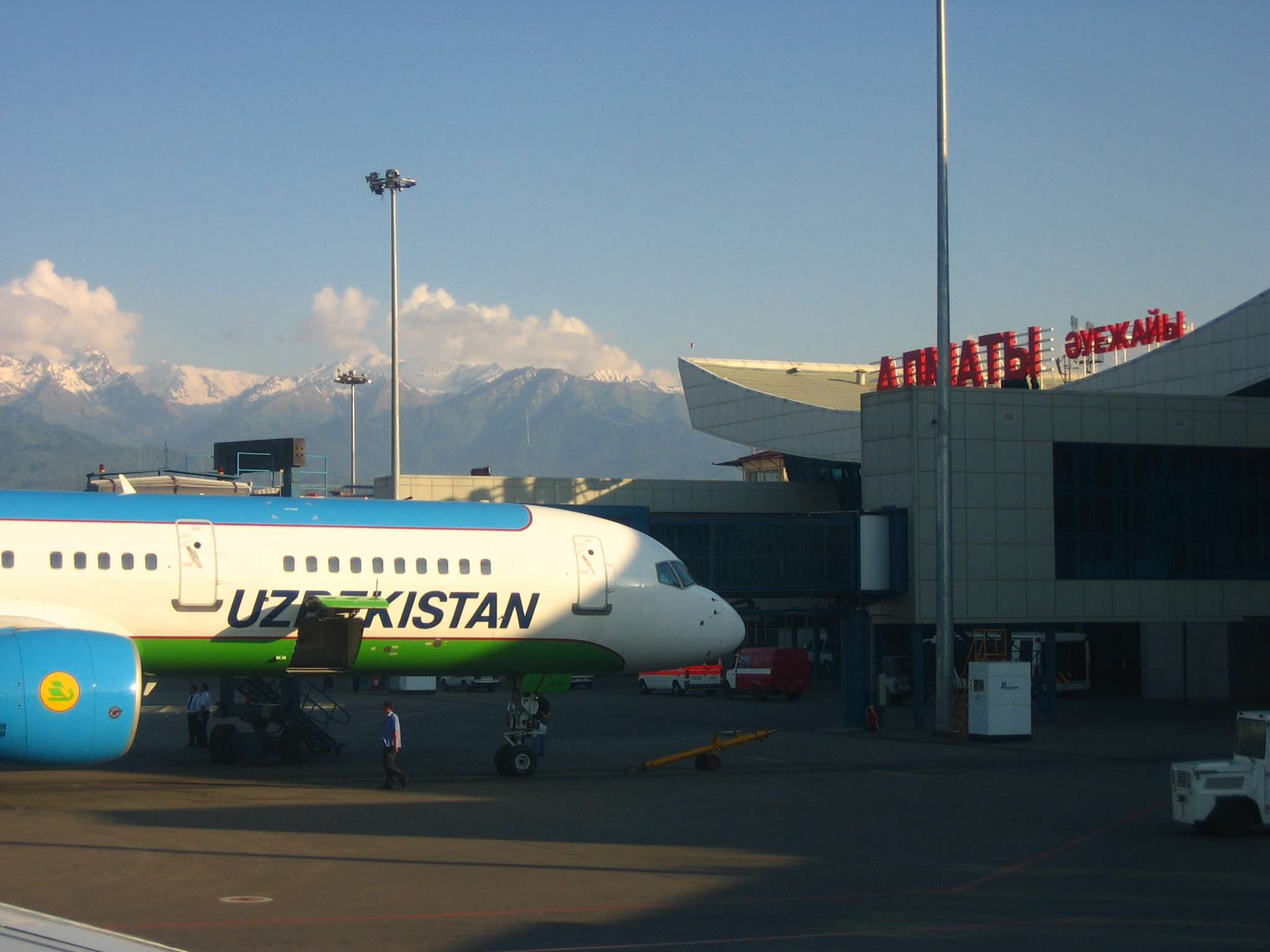
Vista de la plataforma d'estacionament

| Aerolínies        | Destinacions |
| ----------------- | --- |
| Cargolux          | Almati, Amman–Reina Alia, Barcelona, Hong Kong, Luxemburg, Singapur |
| Cargolux Italia   | Milà–Malpensa |
| Silk Way Airlines | Aktau, Amsterdam, Atirau, Bagdad, Bagram, Bixkek, Chicago–O'Hare, Dacca, Ciutat de Djibouti, Dubail, Frankfurt, Hong Kong, Istanbul–Atatürk, Istanbul–Sabiha Gökçen, Kabul, Kandahar, Ciutat de Kuwait, Kuala Lumpur, Londres–Stansted, Luxemburg, Maastricht, Milà–Malpensa, Moscou–Xeremétievo, Nova York–JFK, Seül–Incheon, Xangai–Pudong, Singapur, Tbilissi, Teheran–Imam Khomeini, Tel-Aviv–Ben Gurion, Ürümqi |